# Le donne di buon umore
Le donne di buon umore è un'opera teatrale in tre atti di Carlo Goldoni portata in scena per la prima volta nel Teatro Tordinona di Roma nell'autunno del 1758, con scarso riscontro di pubblico. Si tratta della riscrittura in prosa de Le morbinose, commedia in versi martelliani rappresentata (con successo) lo stesso anno a Venezia.

## Trama
Venezia. Costanza e Felicita, approfittando del periodo carnevalesco che permette di essere più gai e spensierati, decidono di prendersi gioco del conte Rinaldo fissandogli un appuntamento al buio con una misteriosa dama che si farà riconoscere indossando un nastro rosa, ma nel luogo prestabilito saranno parecchie le dame con tale nastro. Ne nascerà tutta una serie di esilaranti malintesi, battibecchi e colpi di scena.

## Poetica
Con questa commedia, l'autore vuol ricordare che anche in tempo di crisi una sana risata può aiutare: Costanza e Felicita, donne di buon umore (morbinose), assieme a Mariuccia e al cavaliere Odoardo, ci aiutano a sorridere dei nostri presunti pregi o difetti.